# Anders Kulläng
Anders Kulläng (Karlstad, 23 september 1943 – Huaiyang, 28 februari 2012) was een Zweeds rallyrijder.

## Carrière
Anders Kulläng debuteerde in 1962 in de rallysport. In de jaren zeventig werd hij fabrieksrijder bij Opel, het merk waarmee hij al enige tijd actief was in het Zweeds rallykampioenschap. Hij was onder meer voor hen actief in het Wereldkampioenschap rally en bezorgde het merk een debuutoverwinning voor de Opel Ascona B 400 tijdens de Rally van Zweden in 1980, wat tevens zijn eerste en enige WK-rally zege betekende in zijn carrière. Halverwege het seizoen 1981 stopte Opel tijdelijk hun rallyproject, waardoor Kulläng later in het jaar de overstap maakte naar Mitsubishi (Team Ralliart), waarin hij nog een belangrijke rol speelde in de ontwikkeling van het rallymateriaal die het team in hun vroege jaren inzette. Grote resultaten ontbraken hier echter mee en Kulläng beëindigde uiteindelijk zijn actieve carrière niet lang daarna.
In latere jaren was hij eigenaar van een eigen rally rijschool in Zweden. Kulläng overleed tijdens een vakantie in Thailand in februari 2012 door verdrinking, op 68-jarige leeftijd.

## Complete resultaten in het Wereldkampioenschap rally

### Overwinningen
| Nr. | Seizoen | Rally                            | Navigator      | Auto              |
| --- | ------- | -------------------------------- | -------------- | ----------------- |
| 1   | 1980    | 30th International Swedish Rally | Bruno Berglund | Opel Ascona B 400 |

### Overzicht van deelnames
| Seizoen | Inschrijving             | Auto                    | 1      | 2      | 3      | 4      | 5      | 6      | 7      | 8   | 9      | 10     | 11     | 12     | 13  | Pos. | Punten |
| ------- | ------------------------ | ----------------------- | ------ | ------ | ------ | ------ | ------ | ------ | ------ | --- | ------ | ------ | ------ | ------ | --- | ---- | ------ |
| 1973    | Anders Kulläng           | Opel Ascona A           | MON 13 | ZWE    | POR    | KEN    | MAR    | GRI    | POL    | FIN | OOS    | ITA    | VST    |        |     | -    | -      |
| 1973    | GM Dealers Association   | Opel Ascona A           |        |        |        |        |        |        |        |     |        |        |        | GBR NF | FRA | -    | -      |
| 1974    | GM Aterforsaljare        | Opel Ascona A           | POR    | KEN    | FIN 8  | ITA    | CAN    | VST    | GBR    | FRA |        |        |        |        |     | -    | -      |
| 1975    | Opel Euro Händler Team   | Opel Ascona A           | MON NF | ZWE NF | KEN    | GRI    | MAR    | POR    | FIN 5  | ITA | FRA    |        |        |        |     | -    | -      |
| 1975    | Opel Euro Händler Team   | Opel Kadett GT/E        |        |        |        |        |        |        |        |     |        | GBR NF |        |        |     | -    | -      |
| 1976    | Opel Euro Händler Team   | Opel Kadett GT/E        | MON NF |        | POR NF | KEN    | GRI    | MAR    | FIN NF | ITA | FRA    | GBR 7  |        |        |     | -    | -      |
| 1976    | Opel Euro Händler Team   | Opel Ascona A           |        | ZWE 3  |        |        |        |        |        |     |        |        |        |        |     | -    | -      |
| 1977    | Opel Euro Händler Team   | Opel Kadett GT/E        | MON    | ZWE 3  | POR    | KEN    | NZL    | GRI    | FIN    | CAN | ITA    | FRA    | GBR 15 |        |     | -    | -      |
| 1978    | Opel Euro Händler Team   | Opel Kadett GT/E        | MON 9  | ZWE NF | POR 6  | KEN    | GRI NF | FIN 7  | CAN 3  | ITA | IVK    | FRA    | GBR 5  |        |     | -    | -      |
| 1979    | Opel Dealer Team Holland | Opel Kadett GT/E        | MON NF |        | POR NF | KEN    | GRI NF | NZL    | FIN NF | ITA | CAN    | FRA    | GBR    | IVK    |     | -    | 0      |
| 1979    | Opel Team Sweden         | Opel Kadett GT/E        |        | ZWE NF |        |        |        |        |        |     |        |        |        |        |     | -    | 0      |
| 1980    | Opel Euro Händler Team   | Opel Acona B 400        | MON 4  | ZWE 1  | POR NF | KEN    | GRI 4  | ARG    | FIN NF | NZL | ITA NF | FRA    | GBR 5  | IVK    |     | 5    | 48     |
| 1981    | Publimmo Racing          | Opel Ascona 400         | MON 4  | ZWE 4  | POR NF | KEN NF | FRA    |        |        |     |        |        |        |        |     | 15   | 22     |
| 1981    | Team Ralliart            | Mitsubishi Lancer Turbo |        |        |        |        |        | GRI NF | ARG    | BRA | FIN 12 | ITA    | IVK    | GBR 9  |     | 15   | 22     |
| 1982    | Team Ralliart            | Mitsubishi Lancer Turbo | MON    | ZWE    | POR    | KEN    | FRA    | GRI    | NZL    | BRA | FIN NF | ITA 7  | IVK    | GBR NF |     | 41   | 4      |
| 1984    | Team Volvo               | Volvo 240 Turbo         | MON    | ZWE NF | POR    | KEN    | FRA    | GRI    | NZL    | ARG | FIN    | ITA    | IVK    | GBR    |     | -    | 0      |
| 1988    | Anders Kulläng           | BMW 325iX               | MON    | ZWE 28 | POR    | KEN    | FRA    | GRI    | VST    | NZL | ARG    | FIN    | IVK    | ITA    | GBR | -    | 0      |

##### Noot
- Het concept van het Wereldkampioenschap rally tussen 1973 en 1976, hield in dat er enkel een kampioenschap open stond voor constructeurs.
- In de seizoenen 1977 en 1978 werd de FIA Cup for Drivers georganiseerd. Hierin meegerekend alle WK-evenementen, plus tien evenementen buiten het WK om.